# قبلة الحاسة السادسة
قبلة الحاسة السادسة (بالكورية: 키스 식스 센스) هو مسلسل كوري جنوبي قادم من بطولة سيو جي-هاي، يون كي سانغ، كيم جيسيوك ولي جو يون. من المقرر عرض المسلسل حصرياً على منصة ديزني+ في 25 مايو 2022.

## القصة
قصة يي سول التي لديها القدرة على رؤية المستقبل عند التقبيل، وبعد أن قبلت بطريق الخطأ عنق رئيسها، تشا مين هوو، قالت انها رأت مستقبلهم معًا.

## روابط خارجية
- قبلة الحاسة السادسة على موقع IMDb (الإنجليزية)
- قبلة الحاسة السادسة على موقع فيلمافينيتي (الإسبانية)
- قبلة الحاسة السادسة على موقع كينوبويسك (الروسية)
- قبلة الحاسة السادسة على موقع قاعدة بيانات الفيلم (الإنجليزية)